# Gaspar de Medina
Gaspar de Medina (n. Imperio español, 1530 – Córdoba de la gobernación del Tucumán, Virreinato del Perú, 1598) fue un militar y funcionario de origen español, partícipe como uno de los más famosos capitanes de la conquista del Tucumán en la segunda mitad del siglo XVI, en el actual territorio de la República Argentina. Fue asignado como teniente de gobernador general del Tucumán desde 1566 hasta 1570, y como tal estuvo interinamente al mando de la gobernación homónima durante tres meses en el año 1567. Posteriormente, fue asignado como simple teniente de gobernador de San Miguel de Tucumán desde 1574 hasta 1581 y como teniente de gobernador general de Córdoba de 1586 a 1587, y dos veces más de forma intermitente de 1591 a 1592.

## Biografía

### Origen familiar y primeros años
Gaspar de Medina nació en el año 1530, según su propio testimonio en 1585, en la probanza de Hernán Mejía de Mirabal.
Se desconoce con exactitud el lugar de su nacimiento, ya que hay silencio documental sobre su naturaleza y filiación. Ni siquiera es posible afirmar que hubiera nacido en la península ibérica, ya que existe la posibilidad de que tal hecho se hubiera producido en alguno de los territorios ya conquistados en el Nuevo Mundo, por lo cual habría nacido en alguna parte del Imperio español.
De lo que no se puede dudar es que Gaspar de Medina fue tenido en habitual consideración por hombre noble hijodalgo y que por ser persona principal los distintos gobernadores del Tucumán lo emplearon en los más diversos oficios y cargos honoríficos durante el prolongado período de su residencia en la región.

### Viaje de Nueva España a Chile
Pasó desde el Virreinato de Nueva España al del Perú, y a finales del año 1548 se encontraba en el puerto de Manta (en el actual Ecuador). Posteriormente llegó a la Capitanía General de Chile, en 1550, trayendo a su costa una compañía de treinta soldados valientes, amigos suyos, con los cuales al no encontrar embarcación apropiada en Lima, entraron por tierra a Chile atravesando el desierto de Atacama, hasta reunirse con Francisco de Aguirre, y a cuyas órdenes se puso.
No hay registros de su actividad entre 1550 y 1552, aunque Luque Colombres especula que debió residir en esos años en La Serena, fundada por Aguirre en 1549.

### Participación en la conquista del Tucumán

#### Primer cruce de los Andes y pacificación de los calchaquíes
Cuando Aguirre cruzó la Cordillera de los Andes para entrar al Tucumán a fines de 1552, Gaspar de Medina era parte de su contingente de poco más de sesenta soldados, al igual que Nicolás de Garnica.
El padre Lozano en su narración destaca enfáticamente su participación en la epopeya y lo presenta como "la persona más principal" entre todos los que vinieron con Aguirre, "su grande amigo".
Participó junto a él en la conquista de los diaguitas y en la pacificación de los calchaquíes.

#### Con el fundador de Santiago del Estero
Cuando Aguirre fundó Santiago del Estero en 1553, fue el escribano mayor de la gobernación. Con este acontecimiento, culminó su actividad en este primer período en el Tucumán.

#### Residencia en La Serena de Chile
Regresó junto a Aguirre a Chile en 1554, tras el fallecimiento de Pedro de Valdivia. Al momento en que Aguirre fue arrestado y enviado prisionero al Perú en 1557, Medina era su secretario particular.
Tan leal le era al conquistador, que cuando gobernaron Juan Pérez de Zurita y Gregorio de Castañeda, Medina no intervino en los asuntos de la gobernación.
Luque Colombres deduce que en esos años, entre 1554 y 1563, en los que hay escasos registros de su actuación, residió en La Serena, y piensa que es en esta época en que se casó con Catalina de Castro.
A mediados de 1559 regresó Aguirre a Chile, absuelto por la Real Audiencia de Lima, y fue designado gobernador del Tucumán a fines de 1562 por el conde de Nieva, virrey del Perú. En noviembre de 1563, Aguirre se puso en marcha hacia el Tucumán, llevando consigo a su familia, a muchos parientes y amigos, entre los que se encontraba Gaspar de Medina.

#### Nueva entrada a los Valles Calchaquíes
El capitán Medina era un hombre extremadamente valiente e intrépido. Cuando Aguirre entró en los Valles Calchaquíes en 1564, fue cercado por casi 4000 indígenas.  Medina acudió en su auxilio, los enfrentaron denodadamente y los hicieron huir matándoles mucha gente. El padre Lozano relató el suceso de la siguiente manera:

…pero el obstinado empeño que a los principios hicieron por resistirle (a Francisco de Aguirre) los calchaquíes principalmente cuando recién entrado a Calchaquí, cercaron improvisamente a su gente cuatro mil bárbaros muy arrestados con quienes empezaron a combatir los españoles, y aunque cayeron muchos de los enemigos, como era tan superior la multitud, proseguían peleando con gran denuedo y llegaron a poner a los nuestros en el último aprieto; pero les sacó de él, la advertencia del valeroso capitán Gaspar de Medina, que a la sazón discurría por otra parte del país con un destacamento, y echando de ver por las huellas el copioso número de bárbaros que había pasado hacia donde andaba el gobernador, aseguró cuanto pudo la marcha, y dando de improviso por las espaldas sobre el enemigo, le puso en tal turbación que tenían por ventura poderse huir con vida los que ya casi se miraban vencedores; apretáronlos por ambas partes el Gobernador y Gaspar de Medina, y haciendo en ellos gran mortandad, obligaron a los demás a desordenarse del todo, y huir por donde podían dejando el campo poblado de cadáveres y en nuestras manos la victoria; la cual el Gobernador agradecido atribuyó después de Dios a la llegada oportuna de Gaspar de Medina, dándole rendidas gracias delante de todo el ejército, y confesando que si no fuera por él, hubieran todos perecido a manos de la canalla infiel, que tenía ya su gente sobre manera fatigada.

#### Misión a Chile y retorno al Tucumán con su familia

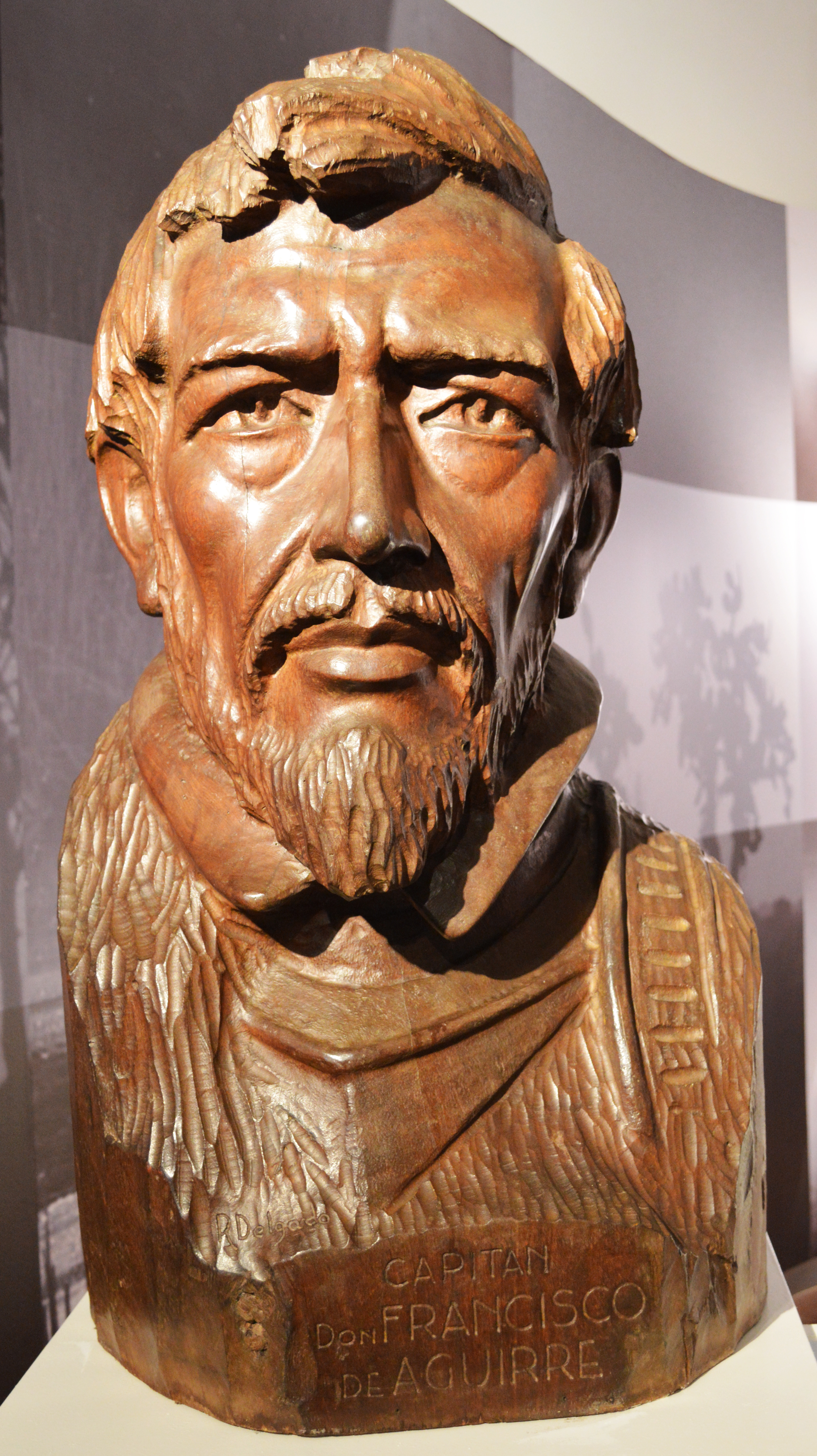
Busto de Francisco de Aguirre realizado por el artista santiagueño Rafael Delgado, que actualmente se encuentra en el Centro Cultural del Bicentenario de Santiago del Estero.

Francisco de Aguirre decidió intentar reforzar su tropa, al haber fallecido varios soldados en el enfrentamiento con los calchaquíes, entre ellos su hijo el maestre de campo Valeriano de Aguirre. Para ello:

...despachó á Chile al capitan Gaspar de Medina, encargándole que con buena maña e industria procurase reducir algunos de sus soldados de aquel reino a que se viniesen a esta gobernacion donde les podría ofrecer, serian atendidos en el repartimiento de los naturales, y con su venida, se harian nuevos descubrimientos y poblaciones. Asi lo ejecutó Medina, persuadiendo su intento a veintidos buenos soldados, con los cuales se volvió trayendo en esta ocasión con ánimo de avecindarse en esta provincia, a su mujer doña Catalina de Castro, hija del valiente Garcia Diaz de Castro, célebre entre los conquistadores de Chile, una hija suya y dos hijos, Luis de Medina encomendero despues de Mapoca, y Garcia de Medina encomendero de Acapianta y amantisimo de la Compañia de Jesus á cuyo patriarca profesó tieruisima devocion, aun antes de estar beatificado, y mereció tener en ella un hijo, el padre Ignacio de Medina, en esta ocasion nueve doncellas bien nacidas, pero que habiendo muerto sus padres, quiso remediar su orfandad y al mismo tiempo, hacer ese beneficio a esta provincia, donde no sobraban las mujeres españolas, y estas se casaron con los conquistadores. Este servicio de Medina, fue mas apreciable, por cuanto lo hizo todo a su costa, con grande gasto, y se lo agradeció Aguirre con una pingüe encomienda bien merecida, y haciéndole su teniente general en toda la gobernacion.

Entre las nueve doncellas huérfanas mencionadas debieron venir, aparte de Isabel de Frómista, que contrajo matrimonio con Juan Serrano, conquistador de La Rioja; Isabel de Salazar, esposa primero del famoso Hernán Mejía Miraval y luego de enviudar, de Alonso de Vera y Aragón "el cara de perro", encomendero de Matará y vecino del Pilcomayo y Francisca de Cuéllar, que casó con Juanes de Artázar. Las tres declararon como testigos en la información que se hizo a pedimento del capitán García de Medina en 1621.
La encomienda que recibió como premio de sus servicios fue la de Acapianta, en jurisdicción de San Miguel de Tucumán. Los pueblos indígenas incluidos en esta merced fueron los de Acapiantagastona, Palcoliguala, Ascatiguala, Gualanto, Salta, Caonaxita, Pioxita, Catonxita, Manchoxita, Oliteaxita, Canemanxita, Capahao y Campijes.

#### Decapitamiento de los sediciosos y prisión de Aguirre
No se encontró presente en la fundación de San Miguel de Tucumán, en 1565, donde sí figuran sus hijos Luis y García de Medina, que hubieran tenido corta edad en esa época.
En 1566, partió Aguirre en una malograda expedición hacia el Río de la Plata, y en el camino de regreso, en un lugar actualmente denominado Altos de Aguirre, ubicado a 40 leguas de Santiago del Estero, se produjo un motín dirigido por Jerónimo de Holguín, Juan de Berzocana y Diego de Heredia, que secundados por otros, prendieron a Aguirre y sus hijos. Llegados a Santiago del Estero, depusieron a Medina, quien era teniente general de la gobernación, embargaron sus bienes y luego de amenazar colgarlo, lo enviaron custodiado a San Miguel de Tucumán.
Catalina de Castro y sus hijos, totalmente desamparados, fueron recogidos por Isabel de Frómista, una de las nueve doncellas que Medina trajera de Chile para casarlas con conquistadores, quien les dio vivienda y sustento.
Medina, en astuta maniobra, logró escapar de sus custodios y se refugió en las sierras de Conso. Desde allí, con hábiles estratagemas, se comunicó con sus allegados en San Miguel de Tucumán y en Santiago del Estero, concertando una acción sincrónica que fue efectiva, pues al mismo tiempo que él ingresaba a Santiago del Estero con la tropa colectada en Tucumán, sus aliados Miguel de Ardiles, Nicolás Carrizo y Juan Pérez Moreno con la cooperación de la mayor parte de los vecinos de la ciudad, se levantaron en armas, sofocando la revuelta, restituyendo la autoridad y, procediendo, tras un juicio sumario, a decapitar a los dos cabecillas: Berzocana y Heredia.
En el ínterin, Aguirre y sus parientes habían sido llevados por Holguín a La Plata, a donde arribaron en noviembre, después de viajar engrillados por más de 250 leguas.
Partió enseguida Gaspar de Medina a dar cuenta a la Real Audiencia de Charcas de todo lo acontecido. Dicha audiencia le agradeció sus buenos servicios y nombró gobernador interino a Diego de Pacheco, natural de Talavera.

### Teniente de gobernador general del Tucumán
Durante el gobierno de Diego Pacheco (1567-1569), residió en la ciudad de San Miguel de Tucumán, donde sería más tarde teniente de gobernador, alcalde y regidor.
Al asumir Gonzalo de Abreu y Figueroa en la gobernación del Tucumán, designó a Gaspar de Medina como teniente de gobernador de San Miguel de Tucumán en febrero de 1574, cargo que desempeñó con alguna interrupción hasta 1581.

#### Con el fundador de Córdoba
Acompañó a Jerónimo Luis de Cabrera en la fundación de Córdoba, regresando luego a San Miguel de Tucumán.

#### Incendio de San Miguel de Tucumán
En 1578, el gobernador Abreu emprendió la ‘jornada de los Césares’, reclutando a vecinos de la ciudad de San Miguel de Tucumán, quedando en la misma solo dieciocho hombres con las mujeres y niños. Advertidos de la situación, los yanaconas, liderados por el gigantesco Galuán, atacaron e incendiaron la ciudad en la noche del 28 de octubre.
El padre Lozano hizo la crónica del suceso:

“El primero a echar de ver el riesgo, fue el teniente gobernador Gaspar de Medina, cuya vigilancia y cuidado despertó el estallido de las maderas que se abrasaban, y aunque poseído del asombro, fue la primera y natural advertencia de su valeroso ánimo empuñar las armas y montar a caballo, pero al salir a la calle, reparó por todas partes repartidos los enemigos, que se divisaban bien, por ser tanta la claridad, como si fuera de día, además que se daban a sentir con la algazara con que celebraban su hazaña, cual si aquellas luces fueran luminaria para su victoria. Imaginaba Medina al ver despoblada la calle, que él solo, de todos los españoles, había quedado vivo, pues le parecía imposible aquel silencio de los vecinos, si ya no hicieran número con los muertos, y esta persuasión lo tuvo confuso, hasta que se le juntaron otros dos españoles, y ahí empezaron a oír ecos de lastimosa gritería en todas las casas, según que iban sintiendo los efectos funestos del incendio. Encamináronse los tres hacia la plaza a donde concurrieron los bárbaros por todas partes: sobresalía entre todos Galuán por el orgullo, así como en el cuerpo. Cerraron dentro de su escuadrón a los tres héroes valerosos; y Medina, alentando a los compañeros a que acometiesen a Galuán de cuya muerte dependían sus vidas, rompió seguido de sus dos compañeros con animosa intrepidez por lo más espeso de los enemigos, abriéndose camino con la muerte de muchos, hasta llegar a Galuán, y segarle de un golpe la cabeza. Reconocióse luego que sus bríos infundían los alientos en su ejército, porque con su muerte, cayó tan espantosa pavor en sus viles ánimos, como si les quisiera faltar la vida, y llegando el resto de los españoles, entre quienes se contaban los dos hijos de Medina, Luis y García, Juan de Arana, Domingo Galván, Tomas Díaz, Juan de Espinosa, Juan Muñoz, Nuño Rodríguez Beltrán, Pedro Lorique, se acabaron de desordenar y volvieron las espaldas en confusa fuga, como si se vieran acometidos de un poderoso ejército. Lo cierto es que los españoles eran poquísimos para disputar a tanta multitud la victoria, cuanto más para conseguirla tan gloriosa, y fue constante fama que corrió la seguridad y defensa de la ciudad por mano más poderosa que la de los hombres; pues como se tiene por tradición en esta provincia, en lo más ardiente del combate se dejaron ver en el aire los santos apóstoles Simón y Judas, poniendo con su venerabilísima presencia, terror a los enemigos, por lo cual hoy es aquella ciudad devotísima suya, y los festeja con anual solemnidad, en memoria de tan señalado beneficio, como a sus patronos y libertadores. En esta sustancia, se refiere este suceso prodigioso (escepto lo de la aparición de los Santos Apóstoles que solo escribo por la tradición común de esta provincia) en una información jurídica que de los servicios del valeroso Gaspar de Medina se hizo en la ciudad de San Miguel de Tucumán por Abril de 1610, ante el alcalde Juan de Escobar, por mandado del gobernador Alonso de Rivera, a petición del capitán Luis de Medina, hijo de dicho Gaspar, treinta y dos años solamente después del suceso, del cual deponen con juramento uniformemente, siete testigos de vista que se hallaron presentes, y le refieren sin discrepar en la forma espresada.”

Al poco tiempo llegaron a galope tendido, desde las cercanías de Santiago del Estero, Hernán Mejía de Mirabal y sus hombres, quienes habían sido avisados de estos sucesos.
Gaspar de Medina completa el relato del episodio, en el testimonio que dio en la probanza de Hernán Mejía de Mirabal, en la ciudad de La Plata, el 15 de enero de 1585:

"...saue e uio este testigo que auiendo los yndios solcos y diaguitas quemado la ciudad de san miguel de tucuman y estando este testigo que a la sazon hera alli capitan en la dicha ciudad de san miguel mal herido de la refriega que obieron con los dichos yndios y otros muchos vezinos lo mismo y en grande aprieto el dicho capitan hernan mexia con soldados y gente de guerra que no saue quantos serian los fue a socorrer y los socorrio con mucha breuedad de manera que su socorro fue muy acepto e ymportante al seruicio de su magestad y bien de aquella ciudad y anduvo corriendo y allanando la tierra con la dicha su gente y otros que le acudieron de la dicha ciudad tres o quatro dias con mucha diligencia hasta tanto que parescio no ser mas necesaria su estada..."

Habiendo emprendido Abreu la marcha hacia Córdoba con solo cincuenta soldados, y encontrándose en el pueblo de Soconcho, fue alcanzado por una carta del capitán Gaspar de Medina, escrita en San Miguel, "en medio pliego de papel medio quemado", en que informaba estar los indios a las puertas de las casas, después de incendiar el pueblo, siendo milagro que escaparan con vida los vecinos. Pedía socorro, advirtiendo que en caso de no recibirlo con urgencia, perecerían todos por mantener los indios el cerco. Abreu decidió acampar y enviar a Tristán de Tejeda, indicándole que recogiera en el camino los soldados que hallase para que al encontrarse con Hernán Mejía de Mirabal, este los condujera a librar a San Miguel de Tucumán del asedio. Pero Tejeda no encontró a su suegro en Santiago del Estero, ya que este ya había partido con alguna tropa a auxiliar a los sitiados, por lo que llevó los refuerzos conseguidos en persona y de inmediato. Gracias a su diligencia, se salvó a Tucumán de una destrucción segura. Aunque lograron alejar el peligro, persistía el riesgo de un contraataque, por lo que Abreu renunció a sus planes originales y concurrió con su contingente a la herida ciudad. La hallaron toda quemada y los vecinos tan atemorizados que si tardara el auxilio no hubiera podido escapar persona alguna. Quedó por un tiempo con la tropa, reconstruyéndola y dirigiendo batidas contra los naturales para su escarmiento.

### Persecución, ruina y exilio durante el gobierno de Lerma
Cuando Hernando de Lerma llegó a la ciudad de Santiago del Estero como nuevo gobernador del Tucumán, Medina sufrió una serie de persecuciones e injusticias como todos los conquistadores viejos más dignos y capaces de la provincia. Fue encarcelado, privado de sus bienes y de los de su esposa, y multado en tal magnitud que quedó arruinado para siempre, por lo cual tuvo que emigrar y refugiarse en Charcas donde en 1585 prestó declaración en la probanza de Nicolás de Garnica.

### Teniente de gobernador general de Córdoba durante el gobierno de Ramírez de Velasco
En noviembre de 1585 llegó a La Plata el nuevo gobernador del Tucumán, Juan Ramírez de Velasco, quién fue visitado por los expatriados que estaban allí por culpa de Lerma y regresaron juntos algunos meses después a Santiago del Estero, donde asumió el cargo mencionado en julio de 1586.
El 22 de agosto de ese mismo año, Gaspar de Medina prestó juramento ante el cabildo de la ciudad de Córdoba como teniente de gobernador, permaneciendo en el cargo hasta fines de 1587, en que volvió a Tucumán.
En 1589, casi de sesenta años, era alcalde de San Miguel de Tucumán. Ante él hizo el Cabildo la probanza y se redactaron las instrucciones que había de llevar Hernán Mejía de Miraval a España, para pedir mercedes al rey.
En 1591 fue otra vez nombrado teniente de gobernador de Córdoba, organizando con el fundador de La Rioja una expedición a los Césares que fracasó.
En 1594 fue elegido por unanimidad alcalde de primer voto en Córdoba, siendo esta la última actuación pública del ya añoso conquistador.

### Defunción en Córdoba y sepultura en San Francisco
Gaspar de Medina falleció en enero o febrero de 1598 y fue sepultado en la ciudad de Córdoba, en la iglesia de San Francisco, "debajo del púlpito". Sus restos fueron depositados posteriormente detrás del altar mayor, junto con los de otros muchos compañeros de epopeya.

## Matrimonios y descendencia
Residiendo en La Serena, Gaspar de Medina contrajo matrimonio en primeras nupcias, probablemente entre 1554 y 1561, con la mestiza hispano-inca Catalina de Castro (n. ca. 1534 - f. e/ 1573 y 1580), siendo una hija del hidalgo sevillano Garci Díaz de Castro y de la ñusta Bárbola Coya, sobrina del emperador inca del Perú.
De este enlace entre Gaspar de Medina y Catalina de Castro nacieron siete hijos:
- García de Medina Castro (n. ca. 1561).
- Luis de Medina Castro (n. ca. 1563).
- Bárbola de Medina Castro (n. ca. 1565).
- Juan de Medina Castro (n. ca. 1567).
- Isabel de Medina Castro (n. ca. 1569).
- Diego de Medina Castro (n. ca. 1571).
- Gaspar de Medina Castro (n. ca. 1573).

Al enviudar, contrajo segundas nupcias hacia 1581 con Lorenzana de Arroyo (n. ca. 1546 - f. después de 1626) y quienes fueran padres de dos hijos:
- Miguel de Medina Arroyo  (n. ca. 1582).
- Pedro de Medina Arroyo  (n. ca. 1584).